# 엔리 다미안 히메네스
엔리 다미안 히메네스 바에스(스페인어: Henry Damián Giménez Báez, 1986년 3월 13일, 두라스노 ~ )는 우루과이의 축구 선수로, 우루과이 세군다 디비시온의 비야 테레사에서 뛰고 있다.